# Stranden, Satyr och faun samt Fiskare

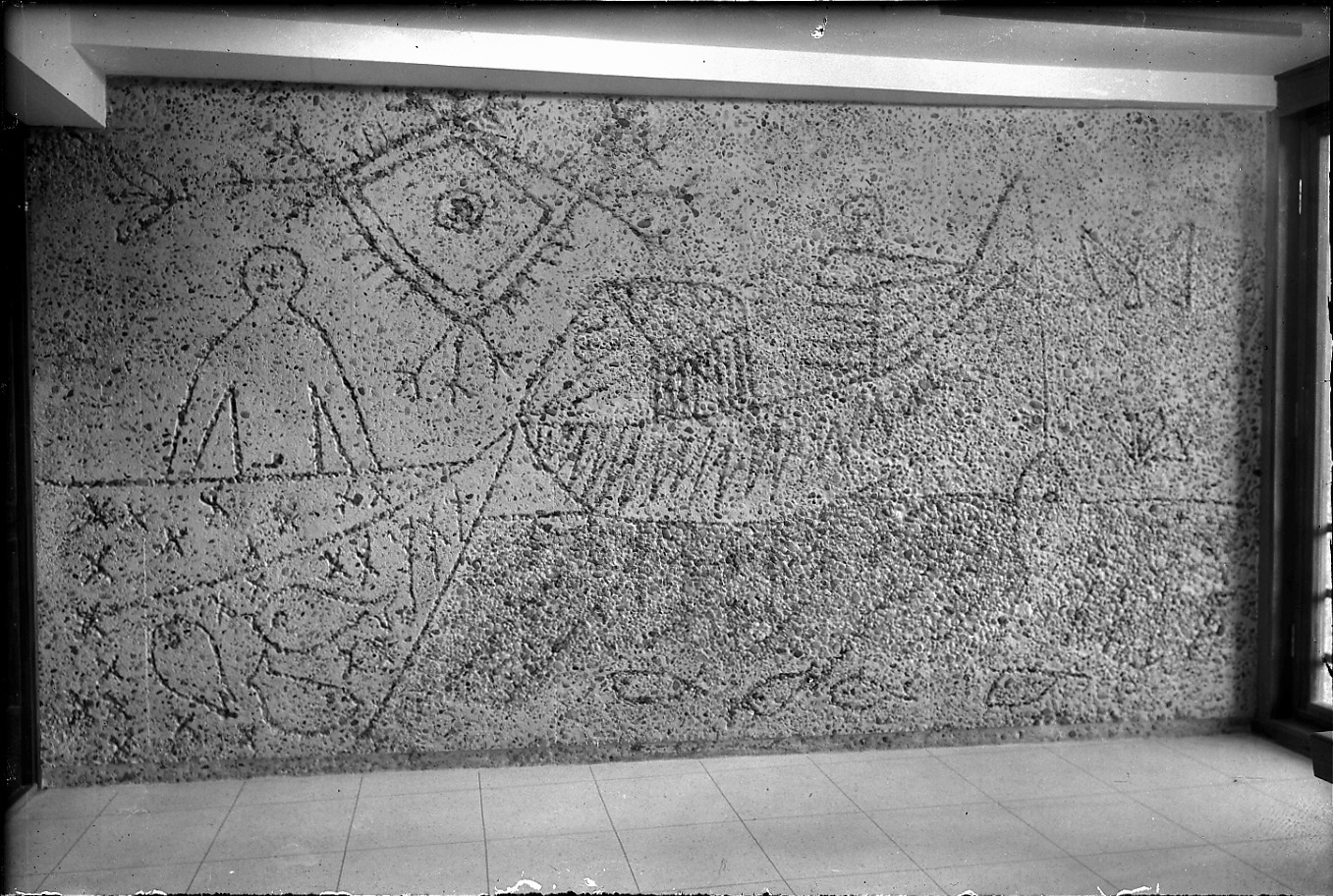
Motiv med fiskare

Stranden, Satyr och faun samt Fiskare är tre konstverk i sandblästrad naturbetong som är delar av inneväggar i trapphallen i  i kontorshuset Höyblokken i Regjeringskvartalet i Oslo i Norge. De skapades 1959 av Carl Nesjar i samarbete med Pablo Picasso, som skissat förlagorna.
Konstverken ingår i en serie på fem platsspecifika verk av Picasso och Nesjar i de två kontorsbyggnaderna Høyblokken och Y-blokken, som gjordes i samma teknik i Oslos regeringskvarter åren 1957–1970. Fiskarena är det enda av dem som var placerat utomhus. Övriga är Måsen, tidigare i entréhallen i det 2020 rivna Y-blokken, samt i Høyblokken:
- Fiskare på den norra väggen i trapphallen på våningsplan 8
- Stranden på den södra väggen i trapphallen på våningsplan 8
- Satyr och faun på den södra väggen i trapphallen på våningsplan 11

## Historik
På initiativ av Höyblokkens arkitekt Erling Viksjø tillkom ett samarbete mellan Carl Nesjar och Pablo Picasso. Carl Nesjar besökte Picasso första gången i Cannes i Frankrike i januari 1957 och visade då fotografier från sina pågående experiment med sandblåsta ristningar i betong i Oslo. Carl Nesjar hade själv skapat abstrakta kompositioner till ristningar på fyra väggar i trapphallen i Høyblokken. Picasso blev intresserad och Nesjar kunde vid ett andra besök i slutet av juni visa honom fotografier av sina färdiga väggristningar i Høyblokken, varefter Picasso godkände att Nesjar började arbeta på basis av två skisser. Överenskommelsen var, att slutligt godkännande skulle kunna ske, när Nesjar visade fotografier av genomförda ristningar. 
Nesjar arbetade därefter med Stranden och Fiskarena" på våningsplan 8. I slutet av oktober 1957 visade Nesjar fi Cannes fotografier av de färdiga ristningarna, vilka Picasso godkände. Nesjar samarbetade därefter med Picasso om sandblåsta betongverk i Y-blokken 1970, samt i flera andra länder fram till Picassos död 1973.